# Demócratas 66
Demócratas 66 es un partido político neerlandés de tendencia socioliberal y progresista, situado entre el centro y la centroizquierda del espectro político.

## Historia
D66 se formó en 1966 por un grupo de no alineados políticamente, y jóvenes intelectuales, encabezados por el periodista Hans van Mierlo. El objetivo principal del partido era democratizar el sistema político; proponía crear un  sistema presidencial de estilo estadounidense. En 1967, el partido ganó 7 de los 150 escaños en la Cámara de Representantes, ningún nuevo partido había ganado tantos escaños antes. La historia electoral del partido se caracteriza por grandes fluctuaciones: en 1994 tuvieron 24 escaños y en 2006, solo 3. El partido estuvo en el gobierno entre 1973-1977, 1981-1982, 1994-2002 y 2003-2006. Con el tiempo el partido comenzó a dar énfasis en otras cuestiones agregando una reforma democrática, creando un programa social-liberal.
La organización de D66 está basada en principios de democracia directa. Las decisiones importantes se toman por referéndum.
D66 forma parte de la Internacional Liberal.

## Resultados electorales

### Parlamento
| Año  | Votos          | %     | Resultado | +/- | Gobierno              |
| ---- | -------------- | ----- | --------- | --- | --------------------- |
| 1967 | 307.859 (#7)   | 4,48  | 7/150     |     | Oposición             |
| 1971 | 428.150 (#5)   | 6,77  | 11/150    | 4   | Oposición             |
| 1972 | 307.048 (#8)   | 4,15  | 6/150     | 5   | Coalición             |
| 1977 | 452.423 (#4)   | 5,44  | 8/150     | 2   | Oposición             |
| 1981 | 961.121 (#4)   | 11,06 | 17/150    | 9   | Coalición             |
| 1982 | 351.278 (#4)   | 4,3   | 6/150     | 11  | Oposición             |
| 1986 | 562.466 (#4)   | 6,1   | 9/150     | 3   | Oposición             |
| 1989 | 701.934 (#4)   | 7,9   | 12/150    | 3   | Oposición             |
| 1994 | 1.391.202 (#4) | 15,49 | 24/150    | 12  | Coalición             |
| 1998 | 773.497 (#4)   | 8,99  | 14/150    | 10  | Coalición             |
| 2002 | 484.317 (#7)   | 5,10  | 7/150     | 7   | Oposición             |
| 2003 | 393.333 (#7)   | 4,07  | 6/150     | 1   | Coalición (2003-2006) |
| 2003 | 393.333 (#7)   | 4,07  | 6/150     | 1   | Oposición (2006)      |
| 2006 | 193.232 (#8)   | 1,96  | 3/150     | 3   | Oposición             |
| 2010 | 654.167 (#6)   | 6,95  | 10/150    | 7   | Oposición             |
| 2012 | 757.091 (#6)   | 8,0   | 12/150    | 2   | Oposición             |
| 2017 | 1.285.819 (#4) | 12,2  | 19/150    | 7   | Coalición             |
| 2021 | 1.533.745 (#2) | 15,0  | 24/150    | 5   | Coalición             |
| 2023 | 656.292 (#5)   | 6,29  | 9/150     | 15  | Oposición             |